# La Fuite au paradis
Pour plus de détails, voir Fiche technique et Distribution.
La Fuite au paradis (titre original : Fuga dal paradiso) est un film ouest-germano-hispano-franco-italien réalisé par Ettore Pasculli (it), sorti en 1990.
Le film montre un vieillard qui conte à un enfant l'histoire du médaillon grâce auquel des êtres recréèrent la vie sur la Terre dévastée par une catastrophe écologique et nucléaire.

## Synopsis
Dans une métropole souterraine post-apocalyptique, un jeune homme, Téo, cohabite avec ses parents Sarah et Élisée. Chaque clan familial vit en autarcie et ne communique avec les autres qu'au travers de systèmes électroniques. Par l'intermédiaire d'un écran, qui diffuse des images de paysages bucoliques disparus, Téo réussit à établir un contact avec Béatrice, une fille d'un autre clan. Grâce aux informations décryptées sur un médaillon de son père, Téo parvient à rencontrer Béatrice et à s'échapper avec elle de ce paradis illusoire. Ils parviennent à la surface où tout n'est que ruines. 
Leur accès à ce nouveau monde les unit amoureusement. Ils connaissent quelques mésaventures avec l'habitant d'une caverne, le mercenaire Thor, avant de découvrir que les ruines hébergent des mutants, êtres farouches qui ressemblants à des rats. Après un premier contact difficile, ils finissent par établir des relations amicales. Cependant, ces êtres sont inlassablement pourchassés par une peuplade souterraine qui veut les exterminer. Téo devient le chef des mutants et réussit à les conduire à l'abri de toutes offensives. 
C'est le début d'une nouvelle vie dans un monde que tous espèrent meilleur.

## Fiche technique
- Titre original : Fuga dal paradiso
- Titre français : La Fuite au paradis
- Titre allemand : Ausbruch aus dem Paradies
- Réalisation : Ettore Pasculli (it)
- Scénario : Lucio Mandarà, Ettore Pasculli (it)
- Décors : Giorgio Luppi, Marco Luppi
- Costumes : Claudio Manzi
- Photographie : Alfio Contini
- Son : Samuel Cohen, Patrick Ghislain
- Montage : Ruggero Mastroianni
- Musique : Michel Legrand
- Production : Luciano Luna, Claudia Mori, Pupi Sambati
- Sociétés de production : Iduna Film (Allemagne), TVE (Radio Televisión Española)[1],[2], Cinémax (France), Studio Canal[1],[2] (France), Azzurra Film (Italie), RAI (Radiotelevisione Italiana)
- Sociétés de distribution : Titanus Distribuzione (Italie), TVE (Radio Televisión Española)[1], Artédis (France), Studio Canal[1] (France), RAI (Radiotelevisione Italiana)
- Budget : 30 millions francs/environ 4 573 500 € (estimation)[2]
- Pays de production :  Allemagne de l'Ouest,  Espagne[1],  France,  Italie
- Langue originale : italien
- Format : 35 mm — couleur — son Dolby
- Genre : science-fiction
- Durée : 108 minutes
- Dates de sortie : 
  -  juin 1990
  -  13 septembre 1990 (Mostra de Venise)[1]
  -  25 décembre 1991
- (fr) Classification CNC : tous publics (visa d'exploitation no 71024 délivré le 16 octobre 1991)

## Distribution
- Fabrice Josso : Téo
- Inés Sastre : Béatrice
- Horst Buchholz : Thor
- Aurore Clément : Sarah, la mère de Téo
- Jacques Perrin : Élisée, le père de Téo
- Van Johnson : le vieux conteur
- Paolo Bonacelli : Eliah
- Lou Castel : Oleg
- Daniela Giordano : Gius
- Greta Vaillant

## Distinctions
- Mostra de Venise 1990 : projection le 13 septembre 1990

## Tournage[1],[2]
- Période prises de vue : 5 juin au 15 septembre 1989.
- Extérieurs : Madrid-Gare de Madrid-Atocha, Îles Canaries-Lanzarote (Espagne).
- Intérieurs : Cinecittà (Italie).